# Ursinae
Ursinae (лат.) — подсемейство медвежьих, включающее всех современных представителей семейства, кроме очкового медведя (Tremarctos ornatus) и большой панды (Ailuropoda melanoleuca). Это самые крупные из современных наземных хищных зверей. Белые медведи достигают длины тела 3 метра при массе до 725 и даже 890 кг; малайский медведь — самый мелкий представитель медвежьих: в длину он не превышает 1,5 метров, высота в холке составляет всего 50—70 см; масса — 27—65 кг. Распространены в Евразии и Северной Америке.

## Систематика
В подсемействе 6 современных видов и несколько десятков подвидов, которым ранее некоторые авторы придавали видовой статус (до 78 видов):
- Род Helarctos — Малайские медведи
  - Helarctos malayanus — Малайский медведь, или бируанг
- Род Melursus — Губачи, или медведи-губачи
  - Melursus ursinus [syn. Ursus ursinus] — Губач, или медведь-губач
- Род Ursus — Медведи
  - Ursus arctos — Бурый медведь
    - Ursus arctos arctos — Европейский бурый медведь
    - Ursus arctos collaris — Сибирский бурый медведь
    - Ursus arctos syriacus — Сирийский бурый медведь
    - Ursus arctos horribilis — Гризли
    - Ursus arctos middendorffi — Кадьяк
    - Ursus arctos marsicanus — Апеннинский бурый медведь
    - Ursus arctos isabellinus — Гималайский бурый медведь
    - Ursus arctos pruinosus — Тибетский бурый медведь
    - Ursus arctos yesoensis — Японский бурый медведь
    - Ursus arctos gobiensis — Гобийский бурый медведь
    - Ursus arctos beringianus — Камчатский бурый медведь
    - † Ursus arctos piscator — Медведь Бергмана
    - † Ursus arctos crowtheri — Атласский медведь
    - † Ursus arctos californicus — Калифорнийский бурый медведь
    - † Ursus arctos nelsoni — Мексиканский бурый медведь

  - Ursus americanus — Барибал
    - Ursus americanus kermodei — Кермодский медведь

  - Ursus maritimus — Белый медведь
  - Ursus thibetanus [syn. Selenarctos tibetanus] — Гималайский медведь
  - † Ursus etruscus — Этрусский медведь
  - † Ursus spelaeus — Пещерный медведь
  - † Ursus rossicus — Малый пещерный медведь
  - † Ursus minimus